# Премія Асоціації телевізійних критиків
«Премія Асоціації телевізійних критиків» (англ. TCA Awards) — вручається Асоціацією телевізійних критиків на знак визнання найкращих досягнень на телебаченні. Асоціація телевізійних критиків складається з 220 членів, переважно журналістів, які пишуть про телебачення для друкованих видань та інтернет-журналів у Сполучених Штатах Америки та Канаді. Кожного літа представляють номінантів серед 11 категорій.

## Категорії
- Програма року
- Видатна нова програма
- Індивідуальні досягнення в драмі
- Індивідуальні досягнення в комедії
- Видатні досягнення в драмі
- Видатні досягнення в комедії
- Видатні досягнення в телефільмах, міні-серіалах чи спеціальних програмах
- Видатні досягнення в новинних чи інформаційно-пізнавальних програмах
- Видатні досягнення в реаліті-шоу
- Видатні досягнення в молодіжних програмах
- Премія за кар'єрні досягнення
- Премія «Нагорода спадщини»[en]